# Nút đơn

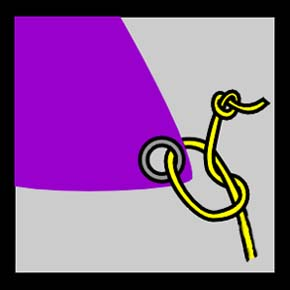
Sử dụng hai nút đơn, một được dùng như nút chặn.

Nút đơn (overhand knot) là một nút dây đơn giản nhất vì thế được dùng nhiều nhất. Nó là một nút dây cơ bản hình thành nên các loại nút dây khác như nút nối dây câu.

## Cách thắt
Tạo một vòng tròn và luồn đầu dây ngắn vào vòng tròn đó, rồi xiết chặt lại.

## Sử dụng
Nút đơn khá chặt theo ý nghĩa khó tháo ra. Nó nên được dùng khi có ý định sử dụng thường trực vì một khi xiết chặt thì khó tháo ra. Nó được dùng để tránh một đầu dây thừng bị bung ra hoặc sử dụng để làm nút chặn trên sợi dây, thí dụ như làm nút chặn dùng trong dây kéo nước giếng.